# Collodes inermis
Collodes inermis is een krabbensoort uit de familie van de Inachoididae. De wetenschappelijke naam van de soort werd in 1878 voor het eerst geldig gepubliceerd door Alphonse Milne-Edwards.